# Kabupaten de Yalimo
Le kabupaten de Yalimo (en indonésien : Kabupaten Yalimo) est une subdivision administrative de la province de Papouasie des hautes terres en Indonésie. Son chef-lieu est Elelim.

## Géographie
Le kabupaten s'étend sur 4 330,29 km2 dans le centre de la Nouvelle-Guinée occidentale.

## Districts
| District   | Population 2010 |
| ---------- | --------------- |
| Welarek    | 2 687           |
| Apalapsili | 3 840           |
| Abenaho    | 14 577          |
| Elelim     | 1 946           |
| Benawa     | 2 713           |